# Зименков, Иван Фёдорович
Ива́н Фёдорович Зименков (22 сентября 1899, с. Сиргиевка, Саратовская губерния — 17 мая 1958) — партийный и хозяйственный деятель, председатель Сталинградского облисполкома во время Сталинградской битвы.

## Жизнь до Великой Отечественной войны
Иван Фёдорович родился 22 сентября 1899 года в селе Сиргиевка Саратовской губернии (ныне — деревня Сергеевка в Аркадакском районе Саратовской области). Образование начальное. Потомственный хлебороб. Член ВКП(б) с 1926 года. Участвовал в Гражданской войне с марта 1918 года по сентябрь 1919 года, воевал в 25-й Чапаевской дивизии, был ранен. С 1921 по 1924 годы был председателем Сергиевского сельсовета и одновременно членом волисполкома Казачковского волостного совета Баландинского района Саратовской губернии. С 1926 по август 1928 года работал председателем исполнительного комитета Казачковского волостного совета. С августа 1928 по 1933 год — инструктор исполкома Турковского райсовета, заведующий Аркадакским районным земельным отделом, заместитель директора совхоза «Нансен», член исполкома Аркадакского райсовета. С 1933 по 1934 год работал заведующим Даниловским районным земельным отделом Сталинградского края, с декабря 1934 по август 1938 года — председателем исполкома Берёзовского райсовета Сталинградской области. С августа 1938 по сентябрь 1939 — секретарь Сталинградского облисполкома; с 6 сентября 1939 по июль 1947 года — председатель Сталинградского облисполкома.
Фёдор Иванович был в числе депутатов Верховного Совета СССР 1-го созыва, доизбранных в феврале 1941 года.
Выступая на 3 заседании VIII сессии Верховного Совета СССР 1-го созыва 26 февраля 1941, И. Ф. Зименков говорил о росте региональных бюджетов и важной роли расходов на «социально-культурные мероприятия». Одновременно Иван Фёдорович подчёркивал, что в городской бюджет часть средств не поступает, объясняя это низкой финансовой дисциплиной.

## Великая Отечественная война
23 октября 1941 года бюро Сталинградского обкома ВКП(б) и исполком областного Совета депутатов трудящихся приняли совместное решение «в интересах сосредоточения всей гражданской и военной власти и установления строжайшего порядка» создать в Сталинграде городской комитет обороны. В его состав вошёл и Иван Фёдорович Зименков.
25 и 28 июня Сталинградский облисполком принял решения об организации во всех городах и районах области городских и районных штабов местной противовоздушной обороны (МПВО), которым подчинялись штабы МПВО, созданные при сельсоветах, колхозах, МТС, предприятиях и домоуправлениях. Начальником МПВО области стал И. Ф. Зименков, начальником МПВО г. Сталинграда — Д. М. Пигалев. С 11 июля 1941 Зименков командовал Сталинградским корпусом народного ополчения, который стал важным элементом подготовки населения области для службы в действующей армии и народном ополчении. Во время Сталинградской битвы Иван Фёдорович руководил работами по организации помощи фронту, возглавлял штаб по уборке урожая и спасению хлеба. Участвовал в строительстве Сталинградских оборонительных обводов и за эту работу был награждён орденом «Знак Почёта». В наградных документах написано:

В период всего хода строительства оборонительных рубежей Сталинградского обвода проявил личную и повседневную заботу и оказывал помощь строительству в деле мобилизации людей, механизмов и других ресурсов, разрешая все вопросы строителей немедленно.— 
И. Ф. Зименков в ходе Сталинградской битвы приложил много сил для обеспечения населения продовольствием. Например, 10 сентября 1942 он совместно с членами СталГКО лично обследовал баржи, затопленные на Волге в ходе немецких бомбардировок. За несколько часов были осмотрены все баржи на плёсе от Центральной пристани до завода «Баррикады». Обнаружили зерно, сельдь в бочонках, винтовочные патроны, мины, вещевое имущество, консервы. Вечером местные власти организовали команды и приступили к разгрузке затонувших барж. Помимо продовольствия и снаряжения, удалось извлечь несколько сот ящиков с пригодными снарядами для «катюш».
В 1943 году Иван Фёдорович был председателем областной комиссии по распределению гуманитарной помощи для Сталинграда и председателем областной чрезвычайной противоэпидемической комиссии. Кроме этого, 5 марта 1943 Зименков входил в образованную Сталинградскую областную комиссию содействия работе Чрезвычайной Государственной комиссии по установлению и расследованию злодеяний немецко-фашистских захватчиков и их пособников
В конце ноября 1943, проездом по пути на Тегеранскую конференцию, в Сталинград прибыл И. В. Сталин. Несмотря на короткую остановку (10 минут для заправки локомотива водой), Верховного главнокомандующего встречала делегация гражданских и военных руководителей города. Среди встречающих был и Иван Фёдорович Зименков.

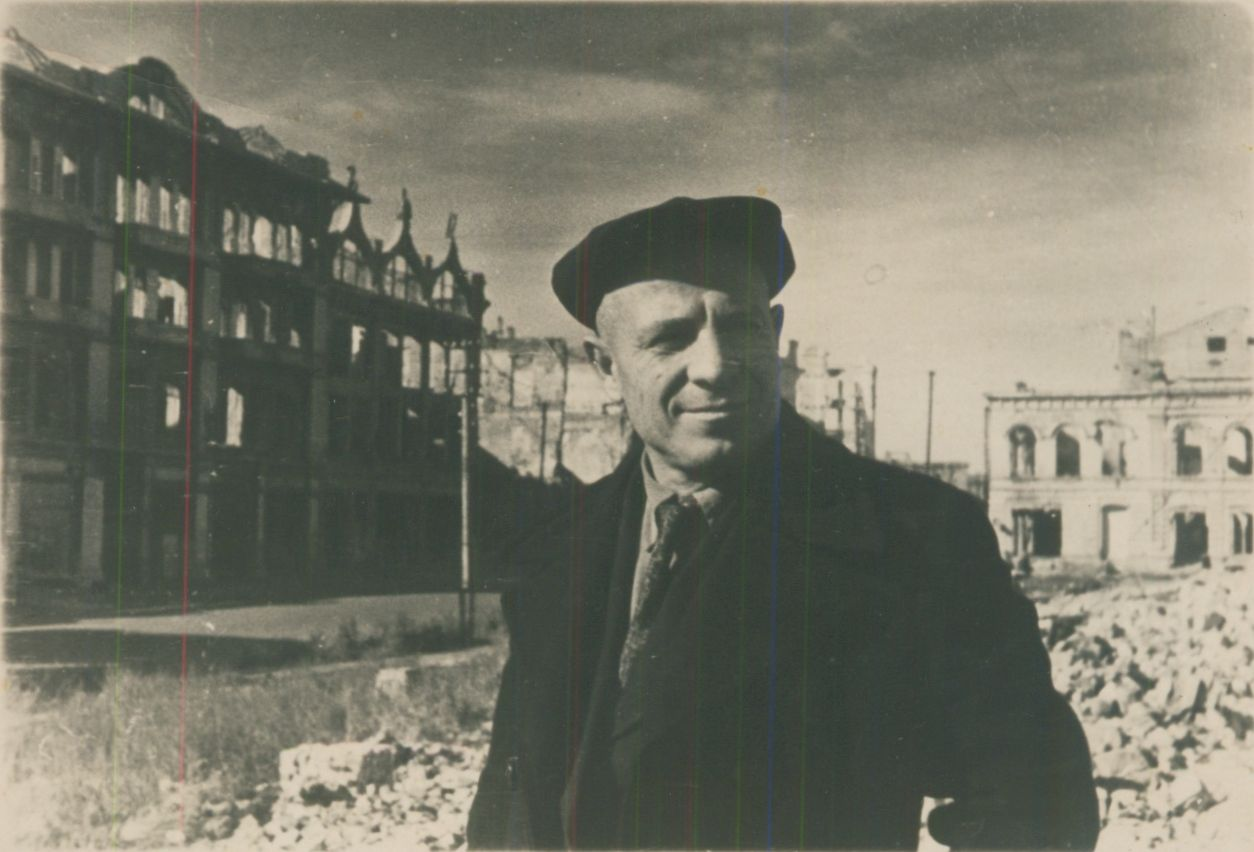
Иван Фёдорович Зименков на развалинах Сталинграда

Выступая на 3 заседании Х сессии Верховного Совета СССР 1-го созыва 31 января 1944, депутат И. Ф. Зименков подчёркивал помощь трудящихся всей страны в восстановлении разрушенного Сталинграда, его предприятий и социальной сферы.
В 1944 году, в связи с первой годовщиной Победы в Сталинградской битве И. Ф. Зименков и А. С. Чуянов вместе с группой жителей Сталинграда, которые были отмечены Указом Президиума Верховного Совета СССР правительственными наградами, находились на приёме у М. И. Калинина в Москве.

## После Великой Отечественной войны
31 марта 1947 года на официальном ужине, в присутствии председателя Сталинградского Совета И. Ф. Зименкова, азербайджанского драматурга Бабаева и полковника Иванова из министерства сельского хозяйства СССР, делегация города Ковентри вручила Сталинграду меч и скатерть Ковентри. Меч и скатерть в настоящее время хранятся в Волгоградском государственном музее обороны, в зале подарков народов мира городу-герою Сталинграду.
Дальнейшая карьера Ивана Фёдоровича тесно связана с Азербайджанской ССР, где он работал по партийно-хозяйственной линии.
С ноября 1947 по ноябрь 1948 года И. Ф. Зименков являлся слушателем годичных курсов Высшей партийной школы при ЦК ВКП(б) (Москва).
С декабря 1948 по апрель 1953 года — председатель совета по делам колхозов при Правительстве СССР по Азербайджанской ССР (Баку); с апреля 1954 по апрель 1955 — заместитель управляющего делами Совета Министров Азербайджанской ССР; с мая 1955 — заместитель заведующего отделом сельского хозяйства ЦК КП Азербайджана. Министр государственного контроля Азербайджанской ССР с 25 октября 1956 года по 31 декабря 1957 года. На последней должности Иван Фёдорович проработал до своей смерти 17 мая 1958 года.

## Память
В фонде письменных источников Государственного историко-мемориального музея-заповедника «Сталинградская битва» хранится личный архивный фонд Ивана Фёдоровича, сформированный из документальных материалов, личных документов, материалов о военной службе и т. д..

## Награды
- Орден Ленина[1]
- Орден Трудового Красного Знамени[15]
- Орден «Знак Почёта»[16]
- Медаль «За оборону Сталинграда» (№ 00022)[17]
- Медаль «За доблестный труд в Великой Отечественной войне 1941—1945 гг.»[1]